# I drömmarnas rike
I drömmarnas rike (engelska: Thru the Mirror) är en amerikansk animerad kortfilm med Musse Pigg från 1936.

## Handling
Musse Pigg har läst Alice i Spegellandet och somnar. Han går igenom spegeln och hamnar på andra sidan, där möblerna lever. Han äter en valnöt, vilket först gör honom jättestor och sedan jätteliten. Han bestämmer sig för att se sig omkring och börjar sedan dansa med en kortlek.

## Om filmen
Filmen är den 83:e Musse Pigg-kortfilmen som producerades och den fjärde som lanserades år 1936.
Filmen är animatören Carl Barks första arbete hos Disney, som sedan kom att bli en trogen animatör hos Disney i flera år. Barks animerade i denna film dansscenen.

### Svensk distribution
Filmen hade svensk premiär den 13 februari 1937 på biograferna Roxy och Astoria i Stockholm som förfilm till filmen Oss banditer emellan (engelska: The Gay Desperado) från 1936 med Ida Lupino och Leo Carrillo i huvudrollerna.
Filmen har haft flera svenska titlar genom åren. Vid biopremiären 1937 gick den under titeln I drömmarnas rike. Alternativa titlar till filmen är Musse Pigg i Underlandet, Musse Pigg och trollspegeln och Bakom spegeln, varav den sistnämnda titeln är den som använts på svensk DVD-utgivning.
Filmen finns dubbad till svenska och har givits ut på DVD.

## Rollista (i urval)
- Walt Disney – Musse Pigg
- Billy Bletcher – radio
- Pinto Colvig – radions hickningar
- Clarence Nash – nötknäppare[7]